# Alla Kouchnir
Pour les articles homonymes, voir Kouchnir.
Alla Choulimovna Kouchnir (hébreu : אלה שולימובנה קושניר, russe : Алла Шулимовна Кушнир, anglais : Alla Shulimovna Kushnir , née le 11 août 1941 à Moscou et morte à Tel Aviv le 2 août 2013,) est un grand maître international féminin du jeu d'échecs israélienne d'origine soviétique.

## Biographie et carrière
Alla Kouchnir a été le challenger de la championne du monde d'échecs Nona Gaprindashvili à trois reprises après avoir remporté trois tournois des candidates :
- en 1965 à Riga :  +3 -7 =3 ;
- en 1969 à Tbilissi et Moscou : +2 -6 =5 ;
- en 1972 à Riga en 1972 : +4 -5 =7.

En tournoi, elle est:
- deuxième à Tbilissi-Suchumi en 1962 ;
- 1re-2e à Sinaia 1969, ;
- première à Belgrade 1971 ;
- 2e-3e à Wijk aan Zee (tournoi féminin) ;
- première à Moscou 1971 et
- vainqueur à Vrnjačka Banja en 1973.

Kouchnir fait partie de l'équipe victorieuse aux Olympiades d'échecs à trois reprises : en 1969 et en 1972 avec l'équipe soviétique au 2e échiquier féminin, et en 1976 au premier échiquier d'Israël. Elle a remporté également la médaille d'or individuelle à l'échiquier dans chacune des éditions.
Elle remporte le championnat d'échecs d'URSS féminin conjointement avec Maaja Ranniku en 1970 et le titre de championne d'URSS après un match de départage.
Kouchnir a émigré pour Israël en 1974. En guise de désapprobation le Comité d’État des sports de l'URSS lui retire alors son titre de maître émérite du sport de l'URSS. Elle obtient le titre de maître international féminin en 1962 et celui de grand maître féminin en 1976.